# Pietro Lando
Pietro Lando (Venezia, 1462 – Venezia, 9 novembre 1545) è stato un politico e militare italiano, il 78º doge della Repubblica di Venezia.

## Biografia

### Giovinezza
Pietro Lando, figlio di Giovanni e Stella Foscari, si dedicò in gioventù dapprima allo studio di Platone ma poi, come quasi tutti i giovani nobili veneziani della sua epoca, ai commerci in Oriente, senza tuttavia arricchirsi. Tornato a Venezia si dedicò all'arte forense e poi viaggiò molto, eccellendo nell'arte del governo e dell'amministrazione visto che venne più volte chiamato a reggere rettorati di città e divenne più volte ambasciatore della sua patria.
Sposatosi con Maria Pasqualigo, ebbe due figli.

### Prigionia
Ottenuti numerosi incarichi amministrativi Pietro Lando venne spedito nel 1509, anno della Lega di Cambrai che vide unificarsi le forze di Francia, Spagna, Papato, Austria ed altri regni minori contro lo strapotere di Venezia, presso la Romagna (Faenza) dove, nonostante la sua perizia, venne catturato nello stesso anno. Dopo tre duri anni di prigionia fu liberato in seguito ad accordi di pace e poté ritornare a Venezia.
Forse colpito nell'animo dalla detenzione si ritirò per un po' di tempo dalla carriera pubblica anche se nel 1534 riuscì a diventare Procuratore di San Marco, segno che, dopotutto, la sua ascesa verso incarichi di maggior responsabilità non s'era bloccata. Fu collaboratore del doge Gritti e, alla morte di questo (28 dicembre 1538) divenne uno dei favoriti alla sua successione.

### Dogado
La sua elezione si concretizzò domenica 19 gennaio 1539.
I grandiosi festeggiamenti per la sua elezione vennero turbati dalla notizia d'un quadruplice omicidio avvenuto per mano di tal Pietro Ramberti che, per denaro, uccise la zia materna, la sua donna di servizio ed i piccoli figli della prima.
La pronta condanna a morte del reo non fermò le dicerie che vedevano quello del Lando come un regno sfortunato. In effetti, già nel 1542, volendo Venezia giungere alla pace con l'impero ottomano, si scopriva che i fratelli Costantino e Nicolò Cavazza, segretari l'uno dei Dieci e l'altro del Senato, assieme al Savio di Terraferma Maffeo Lion e un tale Agostino Abondio, venivano perseguiti avendo venduto  "segreti di Stato al re di Francia, e per essere stato cagione della perdita di Malvasia e di Napoli di Romània" (Nauplion in Grecia). L'Abondio e Nicolò Cavazza vennero impiccati, Agostino e il Lion, quest'ultimo catturato dopo essersi rifugiato nell'ambasciata di Francia, vennero condannati al bando perpetuo. 
La pace ottenuta, inoltre, fu solo una breve tregua.
Occorre tener presente che, proprio in seguito a questo fatto, si decise d'istituire e poi potenziare la magistratura degli "Inquisitori di Stato". I tre magistrati,  un "Inquisitore Rosso" scelto tra ai Consiglieri Ducali e due "Inquisitori Neri", provenienti dal Consiglio dei Dieci, venivano dal popolo  detti "babai". Nel corso del 1539 e del 1543 a Venezia imperversò una carestia che uccise molti abitanti e che scatenò l'ira popolare contro il governo.

### Ultimi anni e morte
Il 1544 invece s'aprì con una contesa tra l'inquisizione romana, che desiderava estendere la sua influenza sul territorio della Repubblica, e Venezia che rifiutava ingerenze esterne. Il Lando, vecchio e ammalato, e a detta di tutti, senza una grande personalità, in questi ultimi tempi si limitò a vivacchiare, rifiutando di prendere parte ai consigli e alle riunioni di governo. Si pensò di farlo abdicare per incapacità ma, infine, la natura fece il suo corso.
Il 9 novembre 1545 moriva e veniva sepolto nella chiesa di Sant'Antonio di Castello; le sue ceneri sono andate perse.